# Syd Barrett
Roger Keith Barrett (Cambridge, Anglaterra, 6 de gener de 1946 - † Cambridge, Anglaterra, 7 de juliol de 2006), conegut com a Syd Barrett, va ser un dels fundadors del grup de rock psicodèlic Pink Floyd.
Va ser el líder com a cantant, guitarrista i compositor de la banda en el seu primer i reeixit album The Piper at the Gates of Dawn (1967). A mesura que la fama de Pink Floyd creixia, el seu abús de drogues psicoactives (especialment LSD) va afectar-lo cada vegada més. Va arribar a incapacitar-lo per a actuar en concerts o assumir qualsevol responsabilitat com a membre del grup.
Només dos anys després de la fundació de Pink Floyd, Syd va deixar la banda i va intentar una breu carrera en solitari que va fructificar en dos àlbums, després dels quals es va retirar i es va recloure des de llavors a la casa dels seus pares. Pink Floyd va sobreviure a la seva pèrdua, però la malaltia mental de Syd va tenir un profund efecte en les lletres que van escriure els nous líders del grup: Roger Waters, i el substitut amb la guitarra de Syd, David Gilmour, com es pot veure en els seus més grans èxits (The Dark Side of the Moon, Wish you were here i The Wall) amb temes moltes vegades inspirats en la desintegració del seu excompany.

## Discografia en solitari
- The Madcap Laughs 1970
- Magnesium Proverbs 1966-1970
- Barrett 1970
- Syd Barrett: The Peel Sessions 1988
- Opel 1988
- Crazy Diamond: The Complete Syd Barrett 1993
- The Best of Syd Barrett - Wouldn't You Miss Me? 2001